# Seznam památných stromů v Praze
Toto je seznam památných stromů v Praze, v němž jsou uvedeny památné stromy na území Prahy.
| Název                                                      | Obrázek                                                                             | Umístění                                                 | Druh                                        | Obvod [v cm] | Kód wikidata     | Galerie                                                                                     | Poznámka |
| ---------------------------------------------------------- | ----------------------------------------------------------------------------------- | -------------------------------------------------------- | ------------------------------------------- | ------------ | ---------------- | ------------------------------------------------------------------------------------------- | --- |
| Dub za Čimickou hájovnou                                   |                                                                                     | Bohnice 50°7′48″ s. š., 14°26′28″ v. d.                  | dub letní                                   | 355          | 104833 Q26789424 | Kategorie „Dub letní západně od hájovny v Čimickém háji“ na Wikimedia Commons               | Druhý nejstarší dub v lesním komplexu Čimického háje, roste za plotem západně od hájovny. |
| Dub u Čimické hájovny †                                    |                                                                                     | Bohnice 50°7′49″ s. š., 14°26′30″ v. d.                  | dub letní                                   | 493          | 104834 Q11832890 | Kategorie „Dub letní u hájovny v Čimickém háji“ na Wikimedia Commons                        | Rostl u hájenky na křižovatce lesních cest v Čimickém háji. Ochrana zrušena 7. listopadu 2024. |
| Dub letní v ul. Mezivrší                                   |                                                                                     | Braník 50°2′16″ s. š., 14°25′1″ v. d.                    | dub letní                                   | 237          | 105314 Q26789784 | Kategorie „Dub letní v ulici Mezivrší“ na Wikimedia Commons                                 | Plocha zeleně na rozhraní mezi vilovou a panelákovou zástavbou, přibližně v místech, kde se napojuje ul. Pod Křížem. |
| Hrušeň na Vysoké cestě v Braníku †                         |                                                                                     | Braník 50°2′37″ s. š., 14°24′47″ v. d.                   | hrušeň obecná                               | 189          | 104286 Q26789210 | Kategorie „Hrušeň obecná na Vysoké cestě v Braníku“ na Wikimedia Commons                    | Na ulici Vysoká cesta v Braníku. Podle vyjádření MHMP z 13. 3. 2020 došlo 19. 11. 2019 k pádu stromu. |
| Skupina dubů letních v ul. Mezivrší                        |                                                                                     | Braník 50°2′16″ s. š., 14°25′0″ v. d.                    | dub letní (2)                               | 0            | 105312 Q26778919 | Kategorie „Skupina dubů letních v ulici Mezivrší“ na Wikimedia Commons                      | Plocha zeleně na rozhraní mezi vilovou a panelákovou zástavbou, přibližně v místech, kde se napojuje ul. Pod Křížkem. |
| Dub letní u parku v Březiněvsi                             |                                                                                     | Březiněves 50°9′54″ s. š., 14°29′6″ v. d.                | dub letní                                   | 393          | 104289 Q26789213 | Kategorie „Památný dub letní v Březiněvsi“ na Wikimedia Commons                             | V parčíku na konečné stanici MHD, při ulici U parku |
| Dub v ulici Slavíčkova v Bubenči                           |                                                                                     | Bubeneč 50°5′55″ s. š., 14°24′32″ v. d.                  | dub letní                                   | 260          | 105657 Q26790218 | Kategorie „Dub letní v Bubenči (Slavíčkova)“ na Wikimedia Commons                           | Na zahradě čp. 151 |
| Jinan v Bubenči                                            |                                                                                     | Bubeneč 50°6′15″ s. š., 14°24′47″ v. d.                  | jinan dvoulaločný                           | 346          | 104334 Q22583356 | Kategorie „Jinan v Bubenči“ na Wikimedia Commons                                            | Počet hl. větví 2; roste v areálu zahradnictví u Královské obory, vedle místodržitelského letohrádku |
| Velký dub na Císařském ostrově                             |                                                                                     | Bubeneč 50°6′41″ s. š., 14°24′50″ v. d.                  | dub letní                                   | 410          | 104336 Q26789246 | Kategorie „Velký dub na Trojském ostrově“ na Wikimedia Commons                              | Císařský (Trojský) ostrov při místní komunikaci na nasypané hrázi plavebního kanálu |
| Jasan v zámeckém parku v Čakovicích                        |                                                                                     | Čakovice 50°9′10″ s. š., 14°31′15″ v. d.                 | jasan ztepilý                               | 383          | 105904 Q26790524 | Kategorie „Jasan ztepilý v zámeckém parku v Čakovicích“ na Wikimedia Commons                | V jižní části zámeckého parku. |
| Jinan v zámeckém parku v Čakovicích                        |                                                                                     | Čakovice 50°9′9″ s. š., 14°31′16″ v. d.                  | jinan dvoulaločný                           | 383          | 105903 Q26790522 | Kategorie „Jinan v zámeckém parku v Čakovicích“ na Wikimedia Commons                        | V zámeckém parku v hlavním parteru před zámkem. |
| Dub na sportovišti v Dejvicích                             |                                                                                     | Dejvice 50°6′20″ s. š., 14°22′42″ v. d.                  | dub letní                                   | 371          | 105861 Q26790468 | Kategorie „Quercus robur at Hanspaulka“ na Wikimedia Commons                                | U oplocení areálu TJ Sokol Praha-Hanspaulka při východní hranici s mateřskou školou |
| Platan javorolistý v Podbabě                               |                                                                                     | Dejvice 50°7′23″ s. š., 14°23′26″ v. d.                  | platan javorolistý                          | 404          | 104293 Q26789218 | Kategorie „Platan javorolistý v Dejvicích“ na Wikimedia Commons                             | OS (1999) boraxem, plíseň na listech v ul. V Podbabě 20, u čp. 2523 |
| Dub letní v Dolních Chabrech                               |                                                                                     | Dolní Chabry 50°8′49″ s. š., 14°26′47″ v. d.             | dub letní                                   | 349          | 104333 Q26789243 | Kategorie „Dub letní v Dolních Chabrech“ na Wikimedia Commons                               | Zahrada u čp. 253, u křižovatky ulic U rybníčku a Krbická |
| Dub letní v Dolních Počernicích                            |                                                                                     | Dolní Počernice 50°5′21″ s. š., 14°34′46″ v. d.          | dub letní                                   | 546          | 104292 Q26789217 | Kategorie „Dub letní v Dolních Počernicích (Národních hrdinů)“ na Wikimedia Commons         | Kmen je měřen pod rozvětvením, ve výšce 1 m. V 1,5 m se dělí na tři větve, drobnější větévky až v 6 m, velmi pěkný, hustě olistěný. Na zahradě domu čp. 240, v ul. Národních hrdinů |
| Dub v parku v Dolních Počernicích                          |                                                                                     | Dolní Počernice 50°5′14″ s. š., 14°34′51″ v. d.          | dub letní                                   | 466          | 105372 Q26789818 | Kategorie „Dub v parku v Dolních Počernicích“ na Wikimedia Commons                          | V centrální části zámeckého parku v Dolních Počernicích proti venkovní divadelní scéně |
| Skupina dubů na hrázi Počernického rybníka                 |                                                                                     | Dolní Počernice 50°5′12″ s. š., 14°34′53″ v. d.          | dub letní (2)                               | 0            | 105373 Q26778921 | Kategorie „Skupina dubů na hrázi Počernického rybníka“ na Wikimedia Commons                 | Dva památné stromy, na jižní části hráze Počernického rybníka |
| Jasan ztepilý                                              |                                                                                     | Dubeč 50°3′20″ s. š., 14°34′49″ v. d.                    | jasan ztepilý                               | 350          | 104311 Q12024238 | Kategorie „Jasan ztepilý v Dubči“ na Wikimedia Commons                                      | U kostela sv. Petra na náměstí |
| Duby v Hodkovičkách                                        |                                                                                     | Hodkovičky 50°1′9″ s. š., 14°25′14″ v. d.                | dub letní (12)                              | 403          | 105423 Q26791037 | Kategorie „Memorable avenue of oaks in Hodkovičky“ na Wikimedia Commons                     | Dvanáct památných stromů podél ulice V lučinách od konce zástavby po křižovatku s ulicí Na dlouhé mezi. |
| Jiráskovy duby v Hodkovičkách                              |                                                                                     | Hodkovičky 50°1′32″ s. š., 14°25′6″ v. d.                | dub letní (2) dub zimní (1)                 |              | 106486           | Kategorie „Jiráskovy duby v Hodkovičkách“ na Wikimedia Commons                              | Na volném travnaté ploše mezi ul. Vítovcova a Údolní. |
| Lípa v poli u Holyně                                       |                                                                                     | Holyně 50°1′28″ s. š., 14°21′5″ v. d.                    | lípa srdčitá                                | 225          | 105860 Q26790466 | Kategorie „Lípa v poli u Holyně“ na Wikimedia Commons                                       | V polích mezi Slivencem a Holyní v blízkosti bývalého zemědělského areálu. |
| Jasan ztepilý v Horních Počernicích                        | Praha, Horní Počernice: jasan ztepilý (pohled do koruny) v areálu ZŠ Bártlova ulice | Horní Počernice 50°7′9″ s. š., 14°37′51″ v. d.           | jasan ztepilý                               | 337          | 104320 Q26789237 | Kategorie „Jasan_ztepilý_v_Horních_Počernicích“ na Wikimedia Commons                        | Za budovou školy v ul. Bártlova |
| Dub letní v Horních Počernicích                            |                                                                                     | Horní Počernice - Chvaly 50°6′31″ s. š., 14°35′38″ v. d. | dub letní                                   | 330          | 105070 Q26789652 | Kategorie „Dub letní v Horních Počernicích“ na Wikimedia Commons                            | V ul. Ledkovská na soukromém pozemku u čp. 907 |
| Dub letní v ulici Vidlák                                   |                                                                                     | Hostavice 50°5′27″ s. š., 14°33′50″ v. d.                | dub letní                                   | 340          | 104312 Q26789230 | Kategorie „Dub letní v Hostavicích“ na Wikimedia Commons                                    | Návesní prostor u bývalého rybníka, v ulici Vidlák |
| Duby ve Farské ulici (skupina 2 stromů)                    |                                                                                     | Hostavice 50°5′37″ s. š., 14°33′38″ v. d.                | dub letní (2)                               | 0            | 104273 Q26778128 | Kategorie „Památné duby u Farské ulice, Hostavice“ na Wikimedia Commons                     | Na konci ulice Farská v Praze 14 |
| Švehlův dub v Hostivaři                                    |                                                                                     | Hostivař 50°2′58″ s. š., 14°31′44″ v. d.                 | dub letní                                   | 389          | 104303 Q26789225 | Kategorie „Památný dub u Švehlova statku“ na Wikimedia Commons                              | U zahradního domku v ovocném sadu Švehlova statku K Horkám 45/52, východně od ulice K Horkám; setkání A. Švehly s T. G. Masarykem |
| Jasan ve Strahovské zahradě                                |                                                                                     | Hradčany 50°5′11″ s. š., 14°23′30″ v. d.                 | jasan ztepilý                               | 510          | 105072 Q26789653 | Kategorie „Jasan ztepilý ve Velké strahovské zahradě“ na Wikimedia Commons                  | Ve Strahovské zahradě pod Strahovským nádvořím při terénní depresi |
| Turecká líska na Petříně †                                 |                                                                                     | Hradčany 50°4′53″ s. š., 14°23′51″ v. d.                 | líska turecká                               | 256          | 104323 Q12059901 | Kategorie „Turecká líska na Petříně“ na Wikimedia Commons                                   | U hvězdárny na Petříně; status památného stromu zrušen k 28. únoru 2007 |
| Turecká líska na Strahově †                                |                                                                                     | Hradčany 50°5′13″ s. š., 14°23′24″ v. d.                 | líska turecká                               | 0            |                  |                                                                                             | |
| Jasanová alej v Chodově                                    |                                                                                     | Chodov 50°2′1″ s. š., 14°29′49″ v. d.                    | jasan ztepilý (9)                           | 254          | 105071 Q22583355 | Kategorie „Jasanová alej na Chodově“ na Wikimedia Commons                                   | Podél ulice Starochodovská v úseku mezi ulicemi V Benátkách a K Remízku; obvod kmenů 202–254 cm; výška 16,5-22 m |
| Duby letní v Cholupicích                                   |                                                                                     | Cholupice 49°58′53″ s. š., 14°27′21″ v. d.               | dub letní (2)                               | 443          | 104299 Q26778905 | Kategorie „Duby letní v Cholupické bažantnici“ na Wikimedia Commons                         | Dva památné duby, jihozápadní okraj Cholupické bažantnice; hraniční strom |
| Dub letní V hrobech                                        |                                                                                     | Kamýk 50°0′33″ s. š., 14°26′34″ v. d.                    | dub letní                                   | 346          | 104831 Q26789422 | Kategorie „Dub letní V Hrobech“ na Wikimedia Commons                                        | Jižní cíp oploceného školního areálu, při asfaltové cestě nad ČOV, nedaleko přírodní památky V hrobech |
| Dub v lesním porostu Kamýk                                 |                                                                                     | Kamýk 50°0′50″ s. š., 14°26′24″ v. d.                    | dub letní                                   | 333          | 105311 Q26789781 | Kategorie „Dub letní v lesním porostu (Kamýk)“ na Wikimedia Commons                         | V severním cípu lesního porostu, západně od řady garáží v ul. Cihlářova, v blízkosti lesní cesty. Souřadnice S-JSTK: Y 742584.07, X 1051292.53 |
| Lípa srdčitá ve Kbelích                                    |                                                                                     | Kbely 50°7′46″ s. š., 14°32′52″ v. d.                    | lípa malolistá                              | 320          | 104297 Q26789220 | Kategorie „Lípa srdčitá ve Kbelích“ na Wikimedia Commons                                    | Na nově zrekonstruované ulici Krnská |
| Dub v Klánovicích (Smiřická)                               |                                                                                     | Klánovice 50°5′55″ s. š., 14°39′44″ v. d.                | dub letní                                   | 299          | 105069 Q88350265 | Kategorie „Dub letní v Klánovicích (Smiřická)“ na Wikimedia Commons                         | V obci v ulici Smiřická, čp. 268 |
| Dub v Klánovicích (Malšovická)                             |                                                                                     | Klánovice 50°5′56″ s. š., 14°39′44″ v. d.                | dub letní                                   | 343          | 104324 Q11832948 | Kategorie „Dub letní v Klánovicích (Malšovická)“ na Wikimedia Commons                       | Zahrada při čp. 218, Malšovická ulice |
| Dub letní v Kobylisích                                     |                                                                                     | Kobylisy 50°7′36″ s. š., 14°27′50″ v. d.                 | dub letní                                   | 380          | 104308 Q26789229 | Kategorie „Dub letní v Kobylisích“ na Wikimedia Commons                                     | V parčíku u Střelničné ulice u objektu A12 |
| Dub Karel                                                  |                                                                                     | Koloděje 50°3′36″ s. š., 14°38′3″ v. d.                  | dub letní                                   | 710          | 104824 Q11831896 |                                                                                             | Zámecká obora v Kolodějích, u vstupu do obory od zámku; nejmohutnější strom na území Prahy; údajně vysazen za panování Karla IV. |
| Dub letní v Kolovratech                                    |                                                                                     | Kolovraty 50°0′35″ s. š., 14°37′34″ v. d.                | dub letní                                   | 341          | 105354 Q26789803 | Kategorie „Dub letní v Kolovratech“ na Wikimedia Commons                                    | V zahradě u čp. 9/18 |
| Jilm vaz v Kolovratech †                                   |                                                                                     | Kolovraty 50°0′33″ s. š., 14°37′35″ v. d.                | jilm vaz                                    | 366          |                  |                                                                                             | Vyhlašovací rozhodnutí nenabylo právní moci, jilm nebyl vyhlášen jako památný – špatný zdravotní stav |
| Lípa srdčitá v Komořanech                                  |                                                                                     | Komořany 49°59′16″ s. š., 14°24′21″ v. d.                | lípa malolistá                              | 360          | 104328 Q26789240 | Kategorie „Lípa srdčitá v ulici Na Šabatce“ na Wikimedia Commons                            | Zahrada u domu čp. 2125/8 v ulici Na Šabatce |
| Dub letní v lesoparku Na Cibulkách                         |                                                                                     | Košíře 50°3′57″ s. š., 14°21′16″ v. d.                   | dub letní                                   | 394          | 104880 Q26789523 | Kategorie „Dub letní v lesoparku Na Cibulkách“ na Wikimedia Commons                         | V lesoparku Na Cibulkách při jižní straně cesty, která je prodloužením ulice U Cibulky v blízkosti rozcestí |
| Dub s bizarním kmenem Na Cibulkách                         |                                                                                     | Košíře 50°3′57″ s. š., 14°21′14″ v. d.                   | dub letní                                   | 525          | 105315 Q26789785 | Kategorie „Dub s bizarním kmenem Na Cibulkách“ na Wikimedia Commons                         | Lesopark Na Cibulkách. Strom roste při rozcestí ve tvaru Y lesní cesty, která je prodloužením ulice U Cibulky. Ve směru od zástavby přilehlého sídliště na západ za bezejmennou vodotečí. |
| Skupina dubů v lesoparku Na Cibulkách                      |                                                                                     | Košíře 50°3′52″ s. š., 14°21′0″ v. d.                    | dub letní (3)                               | 505          | 104881 Q26778912 | Kategorie „Skupina dubů v lesoparku Na Cibulkách“ na Wikimedia Commons                      | Tři památné stromy v lesoparku Na Cibulkách podél cesty, která je prodloužením ulice U Cibulky proti tenisovým kurtům |
| Tisy na Turbové                                            |                                                                                     | Košíře 50°4′7″ s. š., 14°22′33″ v. d.                    | tis červený (2)                             | 339          | 106066 Q12195816 | Kategorie „Tisy na Turbové“ na Wikimedia Commons                                            | 2 tisy v zahradě u obytné budovy usedlosti Turbová, u viničního domku, severně a jižně od domku. Souřadnice: 1. 50°4′7″ s. š., 14°22′33″ v. d., 2. 50°4′6″ s. š., 14°22′33″ v. d.. |
| Javor mléč u zámečku v Krči †                              |                                                                                     | Krč 50°2′7″ s. š., 14°26′51″ v. d.                       | javor mléč                                  | 354          | 105656 Q89406808 | Kategorie „Javor mléč v Krči“ na Wikimedia Commons                                          | V Krčském lese před bývalým zámečkem (hotel St. Hubert) nedaleko nádraží Praha-Krč; ochrana zrušena 2/2014. |
| Jilm vaz v Michelském lese                                 |                                                                                     | Krč 50°2′0″ s. š., 14°27′27″ v. d.                       | jilm vaz                                    | 358          | 105309 Q26789780 | Kategorie „Ulmus laevis nearby Labuť pond“ na Wikimedia Commons                             | Při lesní cestě vedoucí západním okrajem Michelského lesa, po které je vedena žlutá turistická trasa (značka přímo na stromě). Roste na hranici k.ú. Krč a Michle a těsně u hranice PP Údolí Kunratického potoka. Jilm se nachází jižně rybníčku "Labuť" a východně objektu ČOV |
| Lípa na Vídeňské v Krči                                    |                                                                                     | Krč 50°1′7″ s. š., 14°28′ v. d.                          | lípa malolistá                              | 326          | 104317 Q26789235 | Kategorie „Lípa srdčitá na Vídeňské (Krč)“ na Wikimedia Commons                             | Po pravé straně Vídeňské ulice při výjezdu z Kunratic do centra |
| Lípa velkolistá v Krči                                     |                                                                                     | Krč 50°2′24″ s. š., 14°26′41″ v. d.                      | lípa velkolistá                             | 235          | 104298 Q26789221 | Kategorie „Lípa republiky (Krč)“ na Wikimedia Commons                                       | V zahradě u domu v Krčské ul. č. 205/24. Zvaná též Lípa republiky, neboť byla vysazena v roce 1918 k poctě vzniku ČSR. |
| Skupina dubů v ulici Sládkovičova                          |                                                                                     | Krč 50°1′22″ s. š., 14°27′10″ v. d.                      | dub letní (4)                               | 0            | 105310 Q26778916 | Kategorie „Skupina dubů letních ve Sládkovičově ulici (Krč)“ na Wikimedia Commons           | Čtyři památné stromy; plocha zeleně na sídlišti Krč proti domu čp. 1268 až 1269. Souřadnice: 1. 50°1′22″ s. š., 14°27′10″ v. d., 2.50°1′22″ s. š., 14°27′11″ v. d., 3.50°1′22″ s. š., 14°27′11″ v. d., 4.50°1′22″ s. š., 14°27′11″ v. d.. |
| Dub v Křeslicích                                           |                                                                                     | Křeslice 50°1′23″ s. š., 14°33′54″ v. d.                 | dub letní                                   | 349          | 104269 Q22583329 | Kategorie „Dub v Křeslicích“ na Wikimedia Commons                                           | Mohutný jedinec pěkného vzrůstu, největší z 5 stromů v centru obce před budovou úřadu městské části |
| Dub letní U Vesteckých                                     |                                                                                     | Kunratice 49°59′45″ s. š., 14°29′48″ v. d.               | dub letní                                   | 359          | 104315 Q26789233 | Kategorie „Dub letní U Vesteckých“ na Wikimedia Commons                                     | Louka u vodoteče, lokalita U Vesteckých |
| Dub letní v Kunratické bažantnici                          |                                                                                     | Kunratice 50°0′32″ s. š., 14°29′21″ v. d.                | dub letní                                   | 365          | 104278 Q26789204 | Kategorie „Dub letní v Kunratické bažantnici“ na Wikimedia Commons                          | Mohutný jedinec pěkného vzrůstu v lesním porostu východní části Kunratické bažantnice, podél hlavní cesty, cca 25 m od můstku vodoteče, proti altánu |
| Dub letní v Kunratické bažantnici (Lišovická) †            |                                                                                     | Kunratice 50°0′36″ s. š., 14°29′19″ v. d.                | dub letní                                   | 384          | 104279 Q26789205 | Kategorie „Dub letní proti Lišovické ulici v Kunratické bažantnici“ na Wikimedia Commons    | V lesním porostu ve východní části Kunratické bažantnice, podél ulice Lesní, cca 43 m v prodloužení ulice Lišovická. Ochrana zrušena 05.03.2024. |
| Hraniční dub v Kunraticích                                 |                                                                                     | Kunratice 50°1′44″ s. š., 14°29′15″ v. d.                | dub letní                                   | 407          | 104318 Q26789236 | Kategorie „Kunratický hraniční dub“ na Wikimedia Commons                                    | 2004 kmen bez výraznějšího mechanického poškození, ale na kořenových nábězích částečně obnažené dřevo, zde mravenci. Koruna po ořezu, rány zakalusovány, prosychání minimální, zdravotní stav dobrý. U paty kmene prášivka Bovista plumbea. Severovýchodní okraj Kunratického lesa, křižovatka ulic Na Ovčíně a U Kunratického lesa, hraniční strom |
| Lípa u brány zámeckého parku v Kunraticích †               |                                                                                     | Kunratice 50°0′31″ s. š., 14°28′58″ v. d.                | lípa malolistá                              | 370          | 104314 Q26789232 | Kategorie „Lípa srdčitá u brány zámeckého parku (Kunratice)“ na Wikimedia Commons           | U zadní brány zámeckého parku, z ulice K Betáni. Ochrana zrušena 07.11.2024. |
| Skupina dubů letních na východním okraji Kunratického lesa |                                                                                     | Kunratice 50°1′33″ s. š., 14°29′14″ v. d.                | dub letní (3)                               | 0            | 104310 Q26778908 | Kategorie „Skupina dubů letních na východním okraji Kunratického lesa“ na Wikimedia Commons | Tři stromy na východním okraji Kunratického lesa, při ulici U Kunratického lesa |
| Dub v ulici Pod Labuťkou                                   |                                                                                     | Libeň 50°6′42″ s. š., 14°28′42″ v. d.                    | dub letní                                   | 300          | 105658 Q26790219 | Kategorie „Dub v ulici Pod Labuťkou“ na Wikimedia Commons                                   | V prostoru bývalého dětského hřiště pod zarostlým svahem naproti čp. 13 |
| Buk dvoják v oboře Hvězda                                  |                                                                                     | Liboc 50°4′50″ s. š., 14°20′19″ v. d.                    | buk lesní                                   | 475          | 104290 Q26789214 | Kategorie „Buk lesní v Oboře Hvězda (spojovací pěšina)“ na Wikimedia Commons                | V oboře Hvězda, vlevo od Vypišské brány |
| Buk lesní u Břevnovské brány v oboře Hvězda                |                                                                                     | Liboc 50°4′53″ s. š., 14°20′30″ v. d.                    | buk lesní                                   | 349          | 104291 Q26789216 | Kategorie „Buk lesní v Oboře Hvězda (Břevnovská brána)“ na Wikimedia Commons                | Při hlavní cestě od Vypišské (Břevnovské) brány |
| Buk lesní pod letohrádkem Hvězda                           |                                                                                     | Liboc 50°5′2″ s. š., 14°19′29″ v. d.                     | buk lesní                                   | 306          | 104281 Q26789207 | Kategorie „Buk lesní v Oboře Hvězda (pod letohrádkem)“ na Wikimedia Commons                 | V oboře Hvězda, na okraji bukového porostu pod severozápadním svahem a letohrádkem směrem k Ruzyňské bráně |
| Buk lesní u Libocké brány v oboře Hvězda †                 |                                                                                     | Liboc 50°5′6″ s. š., 14°20′2″ v. d.                      | buk lesní                                   | 373          | 104282 Q26789208 | Kategorie „Buk lesní v Oboře Hvězda (Libocká brána)“ na Wikimedia Commons                   | Mohutný jedinec pěkného vzrůstu v oboře Hvězda mezi libockou branou a letohrádkem. K 6. červnu 2019 byla ochrana buku zrušena a strom byl pokácen. |
| Buk lesní u hlavní cesty v oboře Hvězda †                  |                                                                                     | Liboc 50°4′59″ s. š., 14°19′48″ v. d.                    | buk lesní                                   | 325          | 104274 Q89240779 | Kategorie „Buk lesní v Oboře Hvězda (před letohrádkem)“ na Wikimedia Commons                | Na hlavní přístupové cestě od Břevnovské brány k letohrádku ve Hvězdě, u 4. lavičky vpravo proti letohrádku; status památného stromu zrušen k 25. srpnu 2010 |
| Dub u Libocké brány v oboře Hvězda                         |                                                                                     | Liboc 50°5′6″ s. š., 14°20′5″ v. d.                      | dub letní                                   | 345          | 104283 Q26789209 | Kategorie „Dub letní v Oboře Hvězda“ na Wikimedia Commons                                   | Mohutný jedinec pěkného vzrůstu v oboře Hvězda, mezi Libockou branou a letohrádkem (podle aktualizace AOPK 2015 jde o dub zimní) |
| Dub na hrázi Libockého rybníka                             |                                                                                     | Liboc 50°5′20″ s. š., 14°19′56″ v. d.                    | dub letní                                   | 398          | 104832 Q26789423 | Kategorie „Dub letní na hrázi Libockého rybníka“ na Wikimedia Commons                       | V polovině severozápadní hráze Libockého rybníka mezi břehem a cestou |
| Dub na Bílé hoře †                                         |                                                                                     | Liboc 50°5′ s. š., 14°19′34″ v. d.                       | dub                                         | 0            |                  |                                                                                             | |
| Jírovce u Libocké brány - skupina 5 stromů                 |                                                                                     | Liboc 50°5′5″ s. š., 14°20′8″ v. d.                      | jírovec maďal (5)                           | 0            | 104284 Q26778892 | Kategorie „Skupina jírovců maďalů v Oboře Hvězda“ na Wikimedia Commons                      | Malebná skupina jírovců proti Libocké bráně ve Hvězdě (deník oborníka Auerhána) |
| Beethovenův platan                                         |                                                                                     | Malá Strana 50°5′11″ s. š., 14°24′25″ v. d.              | platan javorolistý                          | 670          | 104326 Q11066834 | Kategorie „Beethovenův platan“ na Wikimedia Commons                                         | Mohutný rozložitý strom, obvodem kmene největší v Praze v zahradě Velkopřevorského paláce na Malé Straně PAM, pověst |
| Platan javorolistý na Kampě                                |                                                                                     | Malá Strana 50°5′6″ s. š., 14°24′30″ v. d.               | platan javorolistý                          | 448          | 104322 Q12045526 | Kategorie „Platan javorolistý na Kampě“ na Wikimedia Commons                                | Na listech miny mola živoč. škůdce Lithocolletis platani (25.11.2004 Švecová), severní část parku na Kampě |
| Babyka v Seminářské zahradě                                |                                                                                     | Malá Strana 50°5′2″ s. š., 14°23′57″ v. d.               | javor babyka                                | 278          | 105426 Q26790033 | Kategorie „Javor babyka v Seminářské zahradě“ na Wikimedia Commons                          | V Seminářské zahradě pod restaurací Petřínské terasy, u malého rybníka |
| Sekvojovce v Michelském lese                               |                                                                                     | Michle 50°2′7″ s. š., 14°28′1″ v. d.                     | sekvojovec obrovský (2)                     | 0            | 105680 Q26778923 | Kategorie „Sekvojovce v Michelském lese“ na Wikimedia Commons                               | Dva památné stromy v Michelském lese v lesní školce v blízkosti lesní cesty od hotelu Nosál k rybníku Labuť |
| Dub letní v Modřanech                                      |                                                                                     | Modřany 50°0′15″ s. š., 14°24′59″ v. d.                  | dub letní                                   | 300          | 104287 Q26789211 | Kategorie „Památný dub letní v Modřanech“ na Wikimedia Commons                              | Mírně prosychající koruna. U Tylovy čtvrti, na křižovatce ulic Československého exilu a Generála Šišky |
| Dub letní v Nedvězí                                        |                                                                                     | Nedvězí u Říčan 50°1′10″ s. š., 14°39′12″ v. d.          | dub letní                                   | 333          | 104321 Q26789238 | Kategorie „Memorable oaks in Nedvězí (Prague)“ na Wikimedia Commons                         | Severní okraj Nedvězí, u silnice na Křenice |
| Dub letní v Nedvězí                                        |                                                                                     | Nedvězí u Říčan 50°1′11″ s. š., 14°39′10″ v. d.          | dub letní                                   | 357          | 104275 Q26789201 | Kategorie „Memorable oaks in Nedvězí (Prague)“ na Wikimedia Commons                         | Mohutný jedinec pěkného vzrůstu, hraniční strom, připomínka tradičních disposic české vesnice na travnaté ploše, za plotem zemědělské usedlosti na konci ulice Pánkova (pod bývalým vepřínem) |
| Lípa srdčitá v Nedvězí u Říčan                             |                                                                                     | Nedvězí u Říčan 50°1′9″ s. š., 14°39′17″ v. d.           | lípa malolistá                              | 497          | 104829 Q26789420 | Kategorie „Památná lípa srdčitá v Nedvězí (Praha)“ na Wikimedia Commons                     | Travnatá plocha při levém břehu Rokytky, cca 30 m vpravo od mostku přes Rokytku ve směru z Nedvězí po ulici K Radhošti |
| Jilm v Růžové ulici                                        |                                                                                     | Nové Město 50°5′4″ s. š., 14°25′46″ v. d.                | jilm vaz                                    | 335          | 106429           | Kategorie „Jilm v Růžové ulici“ na Wikimedia Commons                                        | V Růžové ulici 941/2 |
| Jinan na Novém Městě                                       |                                                                                     | Nové Město 50°5′7″ s. š., 14°25′37″ v. d.                | jinan dvoulaločný                           | 246          | 105073 Q26789655 | Kategorie „Jinan dvoulaločný v Panské ulici“ na Wikimedia Commons                           | Ve vnitrobloku v Panské ulici čp. 856/3 – Střední průmyslová škola sdělovací techniky |
| Pavlovnie plstnatá na Novém Městě †                        |                                                                                     | Nové Město 50°5′ s. š., 14°26′ v. d.                     | pavlovnie plstnatá                          | 360          | 104589 Q89785884 |                                                                                             | Ve Vrchlického sadech před Hlavním nádražím; status památného stromu zrušen k 15. březnu 2002 |
| Platan javorolistý na Karlově náměstí                      |                                                                                     | Nové Město 50°4′28″ s. š., 14°25′9″ v. d.                | platan javorolistý                          | 300          | 104319 Q12045527 | Kategorie „Platan javorolistý na Karlově náměstí“ na Wikimedia Commons                      | Obvod neměřitelný. 2004: kmen je rozpadlý, zbývá jen skořepina, jedna větev leží na zemi, strom je ošetřen, koruna snížena. Obvod kmene u země 787 cm (2004). Na listech miny živoč. škůdce Lithocolletis platani |
| Platan v ulici Nové mlýny                                  |                                                                                     | Nové Město 50°5′31″ s. š., 14°25′43″ v. d.               | platan javorolistý                          | 335          | 104664 Q26789315 | Kategorie „Platanus × hispanica near Church of Saint Kliment“ na Wikimedia Commons          | Proti kostelu sv. Klimenta – vyústění ulice Nové mlýny do Klimentské (ve dvoře objektu Nové mlýny 1245/1) |
| Františkánský tis                                          |                                                                                     | Nové Město 50°4′58″ s. š., 14°25′26″ v. d.               | tis červený                                 | 243          | 104332 Q12017762 | Kategorie „Františkánský tis“ na Wikimedia Commons                                          | Na Rajském dvoře Františkánského kláštera |
| Platan javorolistý v parku Jezerka                         |                                                                                     | Nusle 50°3′29″ s. š., 14°26′45″ v. d.                    | platan javorolistý                          | 473          | 104304 Q26789226 | Kategorie „Platan javorolistý v parku Jezerka“ na Wikimedia Commons                         | Na větvi plodnička rezavce štětinatého. 2004 báze kmene mohutná, kmen s boulemi. Na listech miny živočišného škůdce mola Lithocolletis platani (Švecová 8.12.04) v parku Jezerka, střední část, u jezírka |
| Dub letní v Pitkovičkách                                   |                                                                                     | Pitkovice 50°1′17″ s. š., 14°34′42″ v. d.                | dub letní                                   | 342          | 104271 Q26789199 | Kategorie „Dub letní za bývalou kovárnou v Pitkovičkách“ na Wikimedia Commons               | Hraniční strom zemědělské usedlosti, západně ul. V Pitkovičkách, v uličce za návsí |
| Dub letní v Podolí                                         |                                                                                     | Podolí 50°3′17″ s. š., 14°25′8″ v. d.                    | dub letní                                   | 368          | 105427 Q26790034 | Kategorie „Dub letní v Podolí“ na Wikimedia Commons                                         | V areálu sportoviště u sokolovny v Podolí |
| Lípa na Proseku u kostela sv. Václava                      |                                                                                     | Prosek 50°7′5″ s. š., 14°29′39″ v. d.                    | lípa malolistá                              | 316          | 105313 Q26789783 | Kategorie „Lípa na Proseku u kostela sv. Václava“ na Wikimedia Commons                      | V těsné blízkosti prosecké fary, naproti kostelu. |
| Lípa Svobody v Přední Kopanině                             |                                                                                     | Přední Kopanina 50°7′1″ s. š., 14°17′51″ v. d.           | lípa malolistá                              | 250          | 104313 Q26789231 | Kategorie „Lípa Svobody (Přední Kopanina)“ na Wikimedia Commons                             | Hokešovo náměstí. Lípa Svobody, vysazená v roce 1919 |
| Lípa Na Cikánce                                            |                                                                                     | Radotín 49°59′51″ s. š., 14°19′12″ v. d.                 | lípa malolistá                              | 320          | 104306           | Kategorie „Lípa srdčitá Na Cikánce“ na Wikimedia Commons                                    | V osadě Cikánka. |
| Dub letní čtyřkmen v Satalické bažantnici                  |                                                                                     | Satalice 50°7′42″ s. š., 14°34′35″ v. d.                 | dub letní                                   | 680          | 104272 Q26789200 | Kategorie „Dub letní čtyřkmen v Satalické bažantnici“ na Wikimedia Commons                  | Mohutný čtyřkmen pěkného vzrůstu v centru bažantnice, nad zbytky základů loveckého altánu z barokní doby založení bažantnice |
| Linda v poli u Satalic                                     |                                                                                     | Satalice 50°8′3″ s. š., 14°34′22″ v. d.                  | topol bílý                                  | 668          | 105915 Q26790534 | Kategorie „Linda v poli u Satalic“ na Wikimedia Commons                                     | V polích mezi Vinoří a Satalicemi. |
| Památné lípy v Satalicích                                  |                                                                                     | Satalice 50°7′37″ s. š., 14°34′31″ v. d.                 | lípa malolistá (1 + †1) lípa velkolistá (3) | 558          | 104295 Q26778901 | Kategorie „Památné lípy v Satalicích“ na Wikimedia Commons                                  | Kolem kapličky sv. Anny na náměstí. Jedna z lip srdčitých padla v noci na 1. 7. 2003. |
| Skupina dubů letních v Satalické bažantnici                |                                                                                     | Satalice 50°7′42″ s. š., 14°34′28″ v. d.                 | dub letní (2)                               | 0            | 105074 Q26778914 | Kategorie „Skupina dubů letních v Satalické bažantnici“ na Wikimedia Commons                | Dva památné stromy v Satalické oboře na palouku v blízkosti již dříve vyhlášeného dubu; obvod kmenů: 502 cm, 327 cm |
| Dub letní v ulici U Malvazinky                             |                                                                                     | Smíchov 50°3′50″ s. š., 14°23′27″ v. d.                  | dub letní                                   | 265          | 104302 Q26789223 | Kategorie „Dub letní v ulici U Malvazinky“ na Wikimedia Commons                             | Ulice U Malvazinky, před čp. 2671/28 |
| Dub letní v ulici Nad Výšinkou                             |                                                                                     | Smíchov 50°4′29″ s. š., 14°23′15″ v. d.                  | dub letní                                   | 310          | 104329 Q26789241 | Kategorie „Dub letní v ulici Nad Výšinkou“ na Wikimedia Commons                             | Zahrada u domu čp. 1259 v ul. Nad Výšinkou |
| Dub letní v Dienzenhoferových sadech                       |                                                                                     | Smíchov 50°4′31″ s. š., 14°24′31″ v. d.                  | dub letní                                   | 350          | 104828 Q26789419 | Kategorie „Dub letní v Dienzenhoferových sadech“ na Wikimedia Commons                       | Severovýchodní cíp Dienzenhoferových sadů |
| Dub uherský u Palaty                                       |                                                                                     | Smíchov 50°4′30″ s. š., 14°23′9″ v. d.                   | dub uherský                                 | 335          | 105726 Q26790264 | Kategorie „Dub uherský u Palaty“ na Wikimedia Commons                                       | V areálu Palata (domov pro zrakově postižené), v parku před hlavní budovou, po pravé straně cesty od vstupu z ulice Na Hřebenkách |
| Duby letní na Pavím vrchu                                  |                                                                                     | Smíchov 50°3′48″ s. š., 14°23′57″ v. d.                  | dub letní (3)                               | 440          | 104296 Q26778904 | Kategorie „Duby letní na Pavím vrchu“ na Wikimedia Commons                                  | Tři památné stromy v ul. Na Pláni, mezi garážemi |
| Hrušeň obecná nad ulicí Zdíkovská                          |                                                                                     | Smíchov 50°4′38″ s. š., 14°22′19″ v. d.                  | hrušeň obecná                               | 295          | 104305 Q26789227 | Kategorie „Hrušeň obecná nad ulicí Zdíkovská“ na Wikimedia Commons                          | Hodnotný vzrůstem, věkem, pěkným habitem u rybníčku nad Zdíkovskou ulicí, v prodloužení ul. Churáňovská, pod Spiritkou. 50°4′38″ s. š., 14°22′19″ v. d. Nyní je za plotem na soukromém pozemku parcely 554782/729051/4261/220. Přístup pro oplocené soukromé pozemky v okolí je obtížný, lze se tam dostat kolem oplocených zahrádek z místa pod Spiritkou o souřadnicích 50°4′41″ s. š., 14°22′30″ v. d. |
| Platan javorolistý v zahradě Kinských                      |                                                                                     | Smíchov 50°4′44″ s. š., 14°24′11″ v. d.                  | platan javorolistý                          | 483          | 104327 Q12045529 | Kategorie „Platan javorolistý v zahradě Kinských“ na Wikimedia Commons                      | Mohutný, zdravý. Solitérní strom, kmen se směrem dolů silně rozšiřuje, koruna široká, souměrná. Vysazen asi po roce 1826. Na listech miny mla živoč. škůdce Lithocolletis platani (25.11.04Švecová) při hlavním vchodu do zahrady Kinských |
| Olše lepkavá v Sobíně                                      |                                                                                     | Sobín 50°3′45″ s. š., 14°15′47″ v. d.                    | olše lepkavá                                | 270          | 104276 Q26789202 | Kategorie „Olše lepkavá v Sobíně“ na Wikimedia Commons                                      | Při vodoteči v Sobíně, v pokračování ulice Blatnická |
| Dub na Řásnovce                                            |                                                                                     | Staré Město 50°5′32″ s. š., 14°25′31″ v. d.              | dub letní                                   | 299          | 104300 Q26789222 | Kategorie „Dub letní v Řásnovce“ na Wikimedia Commons                                       | Roste v parčíku před budovou Technické správy komunikací (Řásnovka 770/8). Strom s pravidelnou, rozložitou korunou, ojedinělý strom tohoto vzrůstu v centru Prahy. V roce 2002 proveden zdravotní a redukční řez. |
| Lípa u Karlova mostu †                                     |                                                                                     | Staré Město 50°5′10″ s. š., 14°24′46″ v. d.              | lípa                                        | 0            |                  | Kategorie „Mostní lípa“ na Wikimedia Commons                                                | |
| Stromořadí lip srdčitých v Suchdole                        |                                                                                     | Suchdol 50°7′59″ s. š., 14°22′53″ v. d.                  | lípa malolistá (19)                         | 0            | 104331 Q26790843 | Kategorie „Stromořadí lip srdčitých v Suchdole“ na Wikimedia Commons                        | 19 stromů roste ve středním zeleném pásu v ulici Gagarinova ve středu Suchdola |
| Lípa u kostela sv. Prokopa v Hrnčířích                     |                                                                                     | Šeberov 49°59′57″ s. š., 14°31′ v. d.                    | lípa malolistá                              | 375          | 104280 Q26789206 | Kategorie „Lípa u kostela sv. Prokopa v Hrnčířích“ na Wikimedia Commons                     | V Hrnčířích na návsi proti kostelu sv. Prokopa |
| Dub letní u samoty Nouzov v Točné                          |                                                                                     | Točná 49°58′46″ s. š., 14°24′55″ v. d.                   | dub letní                                   | 320          | 104307 Q26789228 | Kategorie „Dub letní u samoty Nouzov (Točná)“ na Wikimedia Commons                          | Na rozhraní lesa a pole severozápadně od samoty Nouzov |
| Dub severně ulice Branišovské v Točné                      |                                                                                     | Točná 49°58′28″ s. š., 14°25′21″ v. d.                   | dub letní                                   | 411          | 104830 Q26789421 | Kategorie „Dub letní severně od Branišovské ulice“ na Wikimedia Commons                     | Východní okraj lesního porostu severně ulice Branišovské, jižně od kóty vrchu Čihadlo |
| Dub v polích mezi Točnou a Cholupicemi                     |                                                                                     | Točná 49°58′32″ s. š., 14°26′27″ v. d.                   | dub letní                                   | 240          | 105518 Q26790097 | Kategorie „Dub v polích mezi Točnou a Cholupicemi“ na Wikimedia Commons                     | V polích mezi Cholupicemi a Točnou, cca 75 m od polní cesty, která propojuje samotu u Točné s Dolními Břežany |
| Dva duby v Točné                                           |                                                                                     | Točná 49°58′19″ s. š., 14°26′1″ v. d.                    | dub letní (2)                               | 0            | 104330 Q26778910 | Kategorie „Dva duby v Točné“ na Wikimedia Commons                                           | Na rohu ulic Branišovská a K Výboru, při čp. 12 |
| Skupina čtyř jilmů v Troji †                               |                                                                                     | Troja 50°6′52″ s. š., 14°25′26″ v. d.                    | jilm habrolistý (2 + 2†)                    | 0            | 104587 Q89786202 | Kategorie „Skupina jilmů habrolistých v Troji“ na Wikimedia Commons                         | V blízkosti plavebního kanálu u zatravněného hřiště TJ Sokol Troja a u Vodácké základny Troja; původní určení jilm vaz, při odnětí památkové ochrany roku 2003 zjištěn taxon jilm habrolistý |
| Lípa v Chabech                                             |                                                                                     | Třebonice 50°2′47″ s. š., 14°17′44″ v. d.                | lípa malolistá                              | 484          | 104337 Q12034686 | Kategorie „Lípa v Chabech“ na Wikimedia Commons                                             | Vyvýšený roh zahrady u usedlosti v Chabech |
| Dub letní v Uhříněvsi                                      | Uhříněves: dub letní mezi Říčankou a ohradní zdí domu čp. 30/22                     | Uhříněves 50°1′41″ s. š., 14°36′19″ v. d.                | dub letní                                   | 409          | 104288 Q26789212 | Kategorie „Dub_letní_Uhříněves_30-22“ na Wikimedia Commons                                  | Mezi Říčankou a ohradní zdí čp. 30 |
| Hraniční dub v Uhříněvsi                                   |                                                                                     | Uhříněves 50°2′7″ s. š., 14°36′11″ v. d.                 | dub letní                                   | 505          | 104277 Q26789203 | Kategorie „Hraniční dub v Uhříněvsi“ na Wikimedia Commons                                   | Jeden z nejmohutnějších dubů v Praze. 2004: silný válcovitý kmen, spodní větve ořezány. 350 m od skupiny 6 památných dubů v pásu Říčanky, při cestě z Uhříněvsi do Netluk. Zmínka v hraničním protokolu r. 1662 |
| Duby u hráze Podleského rybníka                            |                                                                                     | Uhříněves 50°2′55″ s. š., 14°35′41″ v. d.                | dub letní (8)                               | 575          | 104270 Q26790827 | Kategorie „Duby na hrázi Podleského rybníka“ na Wikimedia Commons                           | Osm památných stromů na obou stranách cesty, podél hráze Podleského rybníka |
| Skupina památných dubů u Říčanky v Uhříněvsi               |                                                                                     | Uhříněves 50°1′56″ s. š., 14°36′1″ v. d.                 | dub letní (6)                               | 0            | 104309 Q26790826 | Kategorie „Skupina památných dubů u Říčanky v Uhříněvsi“ na Wikimedia Commons               | V ohbí Říčanky, před vstupem do obory, břehový pás |
| Jasan u Starokolínské                                      |                                                                                     | Újezd nad Lesy 50°4′46″ s. š., 14°38′41″ v. d.           | jasan ztepilý                               | 465          | 105484 Q26790063 | Kategorie „Jasan u Starokolínské“ na Wikimedia Commons                                      | Na soukromém pozemku u čp. 1144 |
| Lípa u hasičské zbrojnice v Újezdu nad Lesy                |                                                                                     | Újezd nad Lesy 50°4′20″ s. š., 14°39′9″ v. d.            | lípa velkolistá                             | 162          | 105482 Q26790062 | Kategorie „Lípa velkolistá u hasičské zbrojnice v Újezdě nad Lesy“ na Wikimedia Commons     | Lípu svobody zasadil 28. října 1919 předseda Okrašlovacího spolku p. Antonín Kožíšek Při této příležitosti byla uspořádána slavnost,kterou navštívil prezident republiky T.G.Masaryk spolu s dcerou Alicí (pan prezident v té době (od června do listopadu 1919 přebýval na zámku v sousedních Kolodějích). Návrh na vyhlášení památného stromu podala v roce 2008 paní M. Tomaidesová Úřadu MČ Praha 21 Újezd nad Lesy a po požádání Magistrátu hl. m. Prahy aby byl strom vyhlášen památným, bylo žádosti v roce 2010 vyhověno. |
| Skupina 12 dubů na hrázi rybníka Homolka                   |                                                                                     | Újezd u Průhonic 50°1′37″ s. š., 14°32′43″ v. d.         | dub letní (12)                              | 0            | 104285 Q26790825 | Kategorie „Duby letní na hrázi rybníka Homolka“ na Wikimedia Commons                        | U cesty po hrázi rybníka Homolka u Milíčovského lesa, výskyt Cerambryx cerdo. Největší dub ze skupiny: kmen se ve 2,5 m rozdvojuje, koruna mohutná, široká, velmi pěkný strom |
| Dub uherský u Italské                                      |                                                                                     | Vinohrady 50°4′51″ s. š., 14°26′15″ v. d.                | dub uherský                                 | 265          | 104335 Q26789244 | Kategorie „Dub uherský na Vinohradech“ na Wikimedia Commons                                 | Italská ulice, proti Riegrovým sadům, v areálu polikliniky |
| Lípa srdčitá ve Vinoři                                     |                                                                                     | Vinoř 50°8′35″ s. š., 14°34′50″ v. d.                    | lípa malolistá                              | 402          | 104316 Q26789234 | Kategorie „Lípa srdčitá ve Vinoři“ na Wikimedia Commons                                     | Zahrada u čp.16, v blízkosti kostela |
| Miranovy duby                                              |                                                                                     | Vinoř 50°8′58″ s. š., 14°34′26″ v. d.                    | dub letní (11)                              | 431          | 104301 Q24877494 | Kategorie „Miranovy duby“ na Wikimedia Commons                                              | 11 památných stromů; údajně vysazeny r. 1775 v době selského povstání, vedeného rychtářem Jos. Miranem, popraveným na louce před Invalidovnou 29.3.1775. U hlavní cesty ve středu Ctěnického háje |
| Cedr Na Balkáně                                            |                                                                                     | Vysočany 50°5′44″ s. š., 14°29′13″ v. d.                 | cedr atlaský                                | 197          | 104325 Q11722706 | Kategorie „Cedr Na Balkáně“ na Wikimedia Commons                                            | V areálu tenisových kurtů při ulici Na Balkáně (stanice Chmelnice) |
| Dub letní v Záběhlicích                                    |                                                                                     | Záběhlice 50°3′9″ s. š., 14°29′37″ v. d.                 | dub letní                                   | 460          | 104294 Q26789219 | Kategorie „Dub letní (Záběhlice)“ na Wikimedia Commons                                      | Zahrada domu čp. 59, Záběhlická ulice |